# چرتو لانگ
چرتو لانگ (به ایتالیایی: Cerretto Langhe) یک کومونه در ایتالیا است که در استان کونیو واقع شده‌است.

## خصوصیات
چرتو لانگ ۱۰٫۱ کیلومترمربع مساحت و ۴۶۳ نفر جمعیت دارد.